# Ted DiBiase
Theodore Marvin DiBiase Sr. (* 18. ledna 1954 Omaha) je bývalý americký profesionální wrestler, manažer a komentátor. Od roku 2024 má s WWE speciální smlouvu oceňovaných wrestlerů.
Během kariéry dosáhl mnoha mistrovských titulů v řadě několika wrestlingových společnostech. Ve své profesionální zápasnické kariéry držel třicet titulů. Většinové publikum si ho nejlépe pamatuje z jeho působení ve World Wrestling Federation (WWF), kde zápasil jako „the Million Dollar Man“ Ted DiBiase. Je označován za jednoho z nejlepších technických wrestlerů a záporáků všech dob.
V roce 2010 se stal členem síně slávy WWE.

## Mládí
Narodil se v Omaze ve státě Nebraska. Jeho matka Helen Nevinsová byla rovněž profesionální zápasnice. Osvojil si ho zápasník Iron Mike DiBiase, který se oženil s jeho matkou. Ten následně zemřel na infarkt během zápasu. Tedova matka začala trpět depresemi a alkoholismem. Proto se přestěhoval do Willcoxu v Arizoně, kde žil s prarodiči. Navštěvoval střední školu Creighton Preparatory v Omaze. Později získal fotbalové stipendiu na West Texas State University. Kvůli zranění v posledním ročníku studia zanechal a začal se věnovat profesionálnímu wrestlingu.

## Osobní život
Jeho synové Mike, Ted Jr. a Brett byli dříve profesionálními wrestlery.
Během rozhovoru v roce 2016 prozradil, že měl spory s wrestlerem Virgilem. Ten ho bez jeho vědomí posílal na wrestlingové akce, o kterých spolu nebyli domluvení.
Dlouhodobě trpí těžkými mozkovými poškozeními.

## Úspěchy a ocenění
- All Japan Pro Wrestling
  - NWA United National Championship (1x)
  - PWF World Tag Team Championship (2x) – se Stanem Hansenem
  - World Tag Team Championship (1 time) – se Stanem Hansenem
  - World's Strongest Tag Determination League (1985) – se Stanem Hansenem
  - Champion Carnival Technique Award (1980)
  - Champion Carnival Outstanding Performance Award (1982)
- Cauliflower Alley Club
  - Iron Mike Mazurki Award (2010)
- Central States Wrestling
  - NWA Central States Heavyweight Championship (2x)
- Dutch Pro Wrestling
  - Dutch Heavyweight Championship (1x)
- Georgia Championship Wrestling
  - NWA National Heavyweight Championship (2x)
  - NWA National Tag Team Championship (2x) – se Stanem Hansenem (1) a Stevem Olsonoskim (1)
- George Tragos/Lou Thesz Professional Wrestling Hall of Fame
  - Class of 2007

- NWA Tri-State/Mid-South Wrestling Association
  - Mid-South North American Heavyweight Championship (4x)
  - NWA North American Heavyweight Championship (Tri-State version) (1x)
  - NWA United States Tag Team Championship (Tri-State version) (1x) – s Dickem Murdochem
  - Mid-South Tag Team Championship (6x) – s Paulem Orndorffem (1), Mattem Borneem (1), Jerrym Stubbsem (1), Herculesem Hernandezem (1), a Stevem Williamsem (2)
- NWA Western States Sports
  - NWA Western States Tag Team Championship (2x) – s Ervinem Smith (1) a Tito Santanou (1)
- Pro Wrestling Illustrated
  - Most Hated Wrestler of the Year (1982)
  - Ranked No. 17 of the top 500 singles wrestlers in the PWI 500 in 1991
  - Ranked No. 32 of the top 500 singles wrestlers of the "PWI Years" in 2003
  - Ranked No. 20, No. 24, and No. 61 of the top 100 tag teams of the PWI Years with Steve Williams, Stanem Hansenem, and Irwin R. Schyster, respectively, in 2003
- Professional Wrestling Hall of Fame
  - Class of 2007
- St. Louis Wrestling Club
  - NWA Missouri Heavyweight Championship (2x)
  - St. Louis Wrestling Hall of Fame (2014)
- Texas All-Star Wrestling
  - TASW Heavyweight Championship (1x)
- World Wrestling Federation/World Wrestling Entertainment/WWE
  - WWE 24/7 Championship (1x)
  - Million Dollar Championship (2x)
  - WWF North American Heavyweight Championship (1x)
  - WWF Tag Team Championship (3 times) – s Irwinrm R. Schysterem
  - WWF Championship (1x)
  - King of the Ring (1988)
  - WWE Hall of Fame (2010)
  - Slammy Award (2x)
    - Humanitarian of the Year (1987)
    - Best Manager (1994)
- Wrestling Observer Newsletter
  - Best Gimmick (1987)
  - Best Heel (1987, 1988)
  - Best Technical Wrestler (1979–1981)
  - Feud of the Year (1982) vs. Junkyard Dog
  - Feud of the Year (1985) vs. Jim Duggan
  - Best Gimmick (1996) – nWo
  - Feud of the Year (1996) New World Order vs. World Championship Wrestling
  - Wrestling Observer Newsletter Hall of Fame (Class of 1996)
  - Nebraska Pro Wrestling Hall of Fame (2019)